# UFO2Extraterrestrials: Battle for Mercury
UFO2Extraterrestrials: Battle for Mercury è un videogioco strategico-gestionale a turni. Sequel di UFO: Extraterrestrials come il suo predecessore anche questo capitolo è fortemente ispirato a UFO: Enemy Unknown e alla serie X-COM in generale.
Sviluppato da Chaos Concept, la sua realizzazione è stata travagliata:
inizialmente si sarebbe dovuto intitolare UFO2Extraterrestrials: Shadows over Earth ed era stato annunciato come prequel di UFO: Extraterrestrials, la sua pubblicazione inizialmente prevista per marzo 2012 venne rimandata all'autunno dello stesso anno.
Successivamente il gioco assunse il titolo attuale e gli autori decisero di ambientarlo dopo gli eventi verificatisi nel primo capitolo, posticipando più volte la data di pubblicazione, avvenuta infine a maggio del 2021.